# Формирование русских
Исторические корни русского этноса восходят к восточнославянскому населению Киевской Руси.

## Киевская Русь
В рамках распространённой концепции считается, что современный восточнославянский народ, русские, возник в результате постепенного распада единой древнерусской народности. Считается, что политическое разделение восточнославянской территории в значительно мере способствовало развитию местных языковых и культурных особенностей, что привело к сложению белорусского, русского и украинского народов.
Культурное и политико-идеологическое наследие Киевской Руси, русских земель и княжеств XII—XIII веков и историческая память об этом периоде стали значимыми или даже интегральными, составляющими для самоидентификации представителей элит и в значительной мере простых жителей таких государств, как Владимирское великое княжество, Московское великое княжество, Новгородская республика, Русское государство, и других политических образований Восточно-Европейской равнины в XIV—XVII веках. Идентичность русских во многом строилась на представлениях о преемственности с народом русь.
Весомый вклад в формирование общерусского национально-государственного самосознания внесла Русская церковь. Первые христианские князья киевские Владимир и его сын Ярослав Мудрый видимо хорошо осознавали государственно- и культурно-интегрирующую роль, которую играет единая митрополия и церковнославянский язык. Эта роль росла вместе с развитием политического партикуляризма со второй половины XI века, и особенно со второй трети XII века, когда различные политически независимые русские княжества связывали между собой, кроме церкви, только династическое родство и историческая память о прошлом государственном единстве. Осознание церковью новой общественно-политической роли отражено в усвоении с 1160-х годах киевскими митрополитами титула «митрополит всея Руси» взамен «митрополит Руси». Митрополиты, обычно греки, которые поставлявлялись в Константинополе, выступали в качестве третейских судей и миротворцев в междукняжеских усобицах. Большое значение в формировании единого церковно-культурного пространства средневековой Руси сыграли монастыри, в первую очередь созданный во половине XI века Киево-Печерский монастырь.
По причине недостатка сведений из исторических источников вопросы о распространённости самоидентификации элиты и населения с общностью русь продолжают оставаться дискуссионными. Концепция единой древнерусской народности отвергается рядом учёных.
К числу дискуссионных относится вопрос о верхней хронологической границе существования древнерусской народности. В советской историографии она относилась ко второй половине XIII века (Б. А. Рыбаков, Л. В. Черепнин, В. В. Седов и др.), реже к XII веку (Б. Д. Греков, В. В. Мавродин). Во многих современных исследованиях говорится о более длительном процессе, завершившемся не ранее XVI—XVII веков. Б. Н. Флоря связывает распад древнерусской народности с вхождением её представителей в состав разных государств с различным социально-политическим строем. Первым этапом он считает постепенную дифференциацию восточных славян Великого княжества Литовского и земель формирующегося Русского государства на протяжении XIV—XVI веков, вторым этапом — дифференциацию белорусов и украинцев в XVII веке на основе отличия общественных порядков в Войске Запорожском и на землях уменьшевшегося территориально после Люблинской унии Великого княжества Литовского.

## Северо-Восточная Русь
С распадом Киевской Руси и особенно после монгольского нашествия на Русь в XIII веке начали складываться новые этнические связи. Ядро русских составило население, которое в XIV–XVI веках объединило Великое княжество Московское. Центром его земель было Волго-Окское междуречье, которое с IX века заселяли восточные славяне, двигавшиеся тремя потоками: новгородские словене с северо-западных земель, смоленские кривичи с запада и вятичи с юго-запада. Эта особенность заселение служит объяснением пограничного положения данной территории между северно-, южно- и западнорусскими областями. При расселении на этих землях славяне ассимилировали местное финно-угорское (меря, мурома, мещера) и балтское (голядь) население.
По мнению В. В. Седова, «колыбелью» формирования собственно русской (великорусской) народности являлось Великое княжество Владимирское. Ростово-суздальский диалект в итоге лёг в основу русского литературного языка.
К первой половине XV века принадлежность к православной церкви окончательно утверждается как одна из определяющих черт общерусского национально-государственного самосознания. Общий духовный подъём православия в сочетании с тем обстоятельством, что к середине XV века Москва оставалась единственным государственно-политическим средоточием православия, сделал церковь неотъемлемым элементом построения великорусской государственности, в то же время придавая национальному сознанию народа и государственной власти вселенски православное измерение.

## Дальнейшее развитие
К началу XVI века в состав Московского государства были интегрированы земли Северо-Западной Руси, Заволжье и Приуралье. Последующее расширение Русского государства сопровождалось борьбой этой политической силы с татарскими ханствами. Эти процессы привели к окончательному сложению русской этнической территории и русских историко-культурных и диалектных областей. Русская колонизация в XIV—XVI веках была направлена из центра на территории Европейского Севера, (ещё в XII–XIII веках бывшие объектом новгородской и ростовской колонизации); в XVI–XVII веках русские колонизировали Вятский и Камско-Печорский край, чернозёмные регионы, которые опустели после татарского нашествия («Дикое поле»), лесостепные и степные земли в Среднем и Нижнем Поволжье, на Дону и в Приазовье; выходцы из Поморья осваивали Сибирь. В XVIII веке русские проникли на территории Южного Урала и Северного Кавказа. В XVIII–XIX веках и особенно после реформ 1860-х годов в Сибирь пошли новые потоки русских поселенцев, преимущественно из центральных и южных районов Европейской России; к концу XIX столетия русское население появилось в Средней Азии. Миграции из регионов Центральной России на окраины государства особенно усиливаются в советский период.
Важным фактором укрепления русского национально-государственного самосознания стала канонизация целого ряда русских святых, которая прошла по инициативе митрополита Макария на соборах 1547—1549 годов.
Сложная этническая история русских стала причиной формирования историко-культурных зон, для которых характерны диалектные, культурные и антропологические отличия. В разрезе русских этнографических групп Европейской России выделяют прежде всего севернорусскую и южнорусскую зоны и среднюю полосу между ними.
В результате реформ Петра I традиционная русская культура сохранялась в основном в податных сословиях; с течением времени среди дворянства и отчасти купечества стали преобладать европейские вкусы. Воспитанием детей часто, особенно к концу XVIII века, занимались гувернёры нанятые из Франции. В аристократической среде французский язык постесняет русский. Основными факторами этнического самосознания по-прежнему были приверженность русскому православию и русский язык, получивший развитие благодаря русской литературе XIX века. В имперский период у русских складываются представления об Отечестве и гражданине, однако при этом большинство русского населения оставались крепостными. Сословия, или состояния, были окончательно сформированы к концу XVIII века. Дворянство обладало полиэтничным составом, сословие мещан (городские обыватели) было составлено из бывших крестьян и не имело окончательно сформировавшегося самосознания. Крестьяне (сельские обыватели) рассматривали себя в качестве христиан вообще, включая в это понятие все православные народы, что были под властью «белого царя», и нередко (например, в «прелестных письмах» Емельяна Пугачёва) противопоставляя себя чиновникам.
Ещё в XIX веке не существовало единой трактовки самого понятия «русскости», которое могло означать и культурную, и этническую, и протонациональную идентичность. Соответственно неопределёнными оставались и ментальные границы русской национальной территории. В понятие русской нации могли включаться: 1) все подданные Российской империи; 2) члены привилегированных сословий; 3) русские-православные (великорусы); 4) все восточные славяне. Особенно распространённой была последняя трактовка, равно как и проект конструировавшейся на её основе «большой русской нации», которая включала бы в себя великорусов, малорусов и белорусов. Однако по различным причинам (главными среди которых А. И. Миллер называет социально-экономическую отсталость в развитии России и её ассимиляторских институтов, таких как железнодорожные сети, промышленность, урбанизация, образование, армия, бюрократический аппарат) к 1920-м годам этот проект потерпел неудачу.
Русская культура как единое явление в значительной мере была принадлежностью высших слоев российского общества. Самосознание русских в качестве единой этнической общности вплоть до советского периода не было свойственно русским крестьянам, которые составляли до 90 % населения страны. Они воспринимали себя в качестве отдельных общностей. Так, например, в ходе проведения Всесоюзной переписи населения 1926 года выяснилось, что местная идентичность преобладает над общенародной. Один из организаторов переписи Василий Чернышёв отмечал, что «по всей Советской России прямой вопрос о национальности вызывает затруднения. …крестьяне зачастую не делают различий между белорусами, великороссами и украинцами, …он (Василий Чернышёв) и его коллеги встречали множество людей, именовавших себя „владимирцами“ и „костромичами“, а жители Сибирского региона часто именовали себя „сибиряками“, несмотря на то, что были этническими русскими». Однако, это было характерно и для представителей других национальностей. Советская политика по приданию русским статуса народа «первого среди равных» создала условия для трансформации «костромичей» и «владимирцев» в русских, что было сделано через возвращение русским их многовековой культуры.